# Palmiro Soria
Palmiro León Soria Saucedo (Riberalta, Bolivia; 14 de febrero de 1951) es un escritor y diplomático boliviano. Actualmente es el Embajador de Bolivia en Nicaragua desde el 26 de mayo de 2021 durante el gobierno del presidente Luis Arce Catacora. Fue también el Embajador de Bolivia en Cuba desde el año 2010 hasta 2017 durante el gobierno del presidente Evo Morales Ayma.

## Biografía
Palmiro Soria nació en la ciudad de Riberalta el 14 de febrero de 1951. El año 2007, el presidente de Bolivia Evo Morales Ayma lo eligió como su delegado presidencial en el Departamento del Beni en medio de protestas contra el gobierno durante las gestiones del entonces prefecto departamental Ernesto Suárez Sattori y el entonces alcalde de la ciudad de Trinidad Moisés Shriqui.

### Embajador de Bolivia en Cuba (2010-2017)
El 20 de diciembre de 2010, Palmiro Soria fue designado el como el nuevo embajador de Bolivia en Cuba, en reemplazo de Raúl Chávez Orozco. El 6 de julio de 2016, el Consejo de Estado de Cuba distinguió con una condecoración al embajador de Bolivia Palmiro Soria, otorgándole la "Medalla de la Amistad" por su contribución al fortalecimiento de la profundad amistad entre el pueblo boliviano y cubano.

### Embajador de Bolivia en Nicaragua (2021-actualidad)
El 25 de mayo de 2021, el Presidente de Bolivia Luis Arce Catacora decidió designar a Palmiro Soria Saucedo como el nuevo embajador de Bolivia en Nicaragua, siendo luego ratificado por mayoría absoluta en la Cámara de Senadores de Bolivia en sesión reservada.